# Emanuel Fait
Emanuel Fait (18. července 1854 Beroun – 20. listopadu 1929 Praha) byl český pedagog a cestovatel.

## Život
Emanuel Fait se narodil v Berouně do rodiny hospodského Martina Faita. Studoval na Filozofické fakultě pražské univerzity dějiny, zeměpis, slovanské jazyky, arabštinu a sanskrt. Byl profesorem zeměpisu, po ukončení studií učil na reálce v Litomyšli, kde byl jeho kolegou Alois Jirásek. Kromě krátkého pobytu v Rakovníku působil až do konce své učitelské a vědecké činnosti v Praze. Roku 1881 podnikl svoji první výzkumnou cestu na Kavkaz. V roce 1885 zájem zaměřil na jih Ruska a Balkán, navštívil Bulharsko, Srbsko a Makedonii, která tehdy patřila ještě k Osmanské říši. V roce 1889 následovala cesta do Asie, a příštího roku 1890 procestoval Krym a jižní Rusko. V roce 1891 cestoval do severní Afriky, kde projel Libyjskou pouští a po Nilu se dostal až do Asuánu a Wádí Halfy v Dolní Núbii. V roce 1902 se vydal na další dobrodružnou cestu do Střední Asie, přeplavil se přes Černé moře na Kavkaz a dostal se až do Tbilisi. V letech 1922-1924 uskutečnil svojí poslední cestu, která vedla do Jugoslávie. Zemřel 20. listopadu 1929 v Praze.